# Usagi-chan de Cue!!
Usagi-chan de Cue!! (うさぎちゃんでCUE!! Usagi-chan de Kyū!!?) es un manga publicado en 1999 en dos volúmenes, por Shonen Gahosha Co, y es una serie anime japonesa de 3 episodios OVA de 30 minutos cada uno, lanzados al mercado en el 2001, y producidos por "Pink Pineapple" y "MistyMoon". El género es de acción, comedia, romance y ecchi.

## Argumento
Inaba Mikami es la protagonista, que luchando en el tejado de su colegio frente a un chico de otro colegio. Haru, otro de los protagonistas, es dueño de una de las conejas, la cual se encuentra en las conejeras ubicadas en el tejado mencionado. Cuando Haru aparece en el tejado a ver qué sucede, Mikami lo mira, lo cual provoca que ella se distraiga, y su enemigo aproveche para arremeter contra ella. Mikami es golpeada contra la conejera en la que Mimika (la coneja de Haru) se encontraba y posteriormente, ella y Mimika caen desde el tejado del colegio. Mientras está cayendo, Mikami trata de proteger a la coneja de la caída. Ante tal bondad de Mikami, surge una mágica fuerza de luz que fusiona los cuerpos de Mikami y la coneja. El resultado de esta fusión es básicamente el cuerpo de Inaba Mikami, con el cabello rubio, orejas y cola de conejo. Además poseerá nuevas facultades para la lucha que desarrollará con el avance de la historia.
Una diabólica organización, siempre estuvo tras Mikami con el fin de eliminarla, cosa que con esta fusión no cambiará.

## Personajes
Inaba Mikami: La protagonista que se transforma en medio coneja. Cuando está en esa transformación, ella se hace llamar Mimika.
Matogi Haru: Trata de proteger a Mikami, y ella se enamora de él.
Mizuki Miku: Tiene celos de Mikami, y trata de atraer para ella a Haru, que le conoce desde la infancia.
Koshka Nekoi: Se hace llamar ojo de oro de chica-gato. Tiene ciertos poderes especiales y está en la misma clase que Haru, Miku y Mimika.
Chou: Tiene la capacidad de transformarse en perro.
Dekao: enemigo desde el primer episodio de Mikami, quien le tira desde el tejado.
Boss: Jefe de la organización PS, que quiere conseguir los poderes de Mimika.